# Cala Llonga (Cala d’Or)
Die Cala Llonga ist eine Bucht im Osten der Baleareninsel Mallorca. Die Cala Llonga gehört zum Gebiet der Gemeinde Santanyí.

## Lage und Beschreibung
Die Cala Llonga („die Lange“) befindet sich in dem Ort Cala d’Or in dem gleichnamigen Ortsteil Cala d’Or.
Die Bucht hat eine Breite von etwa 50 bis 150 Metern und eine Länge von etwa 700.
In der Cala Llonga befindet sich der Port Petit (Yacht Club Cala d’Or) und die Marina de Cala d’Or, sowie private Anlegestellen und Bootshäuser.
Rund um die Bucht liegen Hotels, Apartment- und Privathäuser.

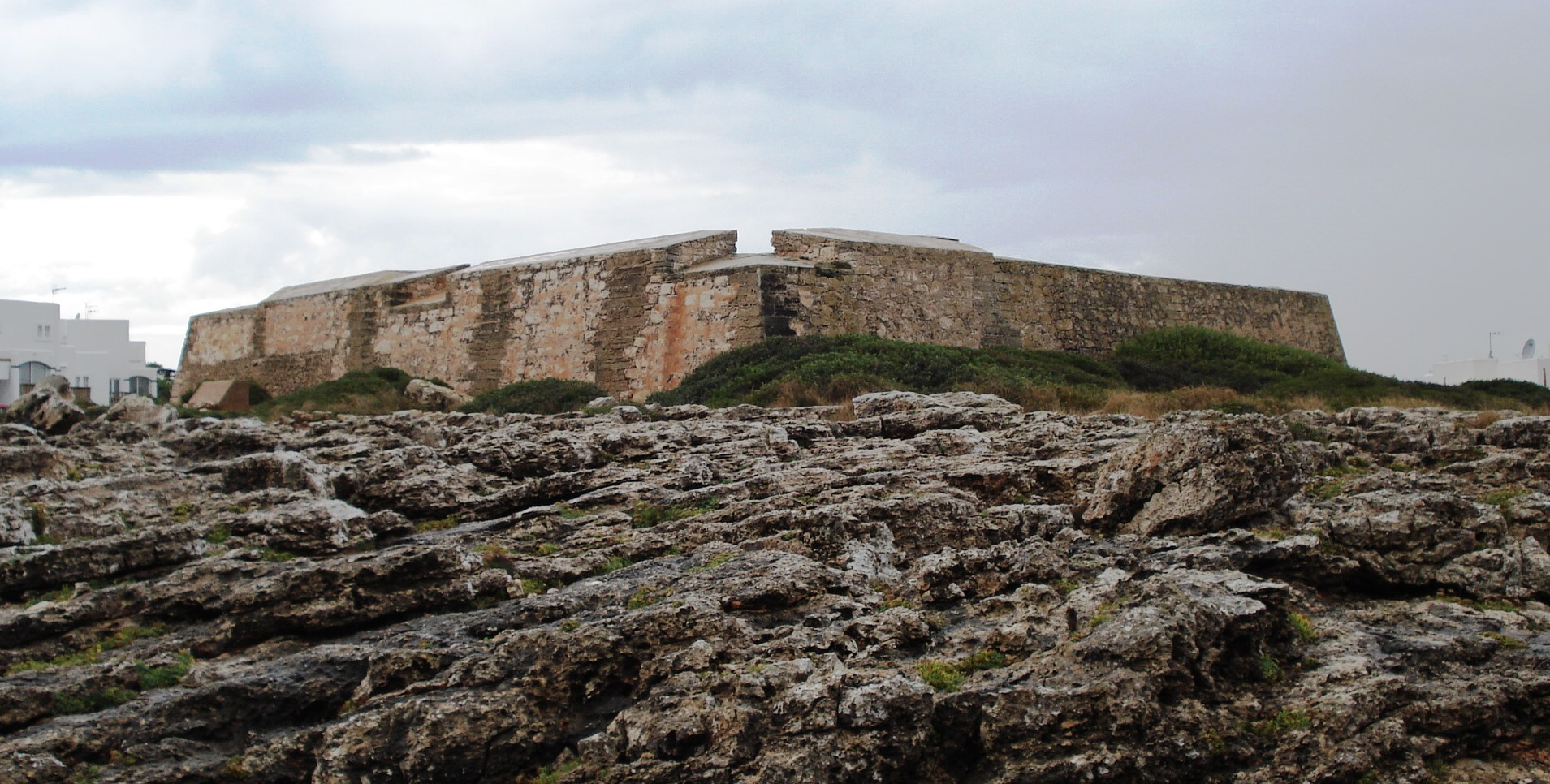
Das zum Schutz des Hafens errichtete Fort Es Forti von der Seeseite

Zum Schutz des Hafens wurde 1730 auf der vorgelagerten Landzunge das Fort Es Forti errichtet.

## Hotels
- Hotel Palia Puerto del Sol
- Fowlers Hotel
- Chalet Vistaport